# Ferinestrix
Ferinestrix — вимерлий рід хижих, що жив у США (Айдахо) (2 колекції). Рід містить такі види: Ferinestrix rapax, Ferinestrix vorax.